# Mac Dre
Andre Hicks (Oakland, Califórnia, 5 de julho de 1970 - Kansas City, Missouri, 1 de novembro de 2004), mais conhecido pelo seu nome artístico Mac Dre, foi um rapper e hyphy americano e foi considerado como o criador da música thizz. Trabalhou com artistas famosos como Keak da Sneak, E-40, Baby Bash, B-Legit, San Quinn, Yukmouth, PSD, Andre Nickatina, Nate Dogg, Mac Mall, Ray Luv, Suga Free e Too Short, além de aparecer na faixa "Gotta Survive" de Young Lay.
Faleceu em 1 de novembro de 2004, assassinado após os ocupantes de um carro pararem perto de sua van e abrirem fogo. Como vingança a isto, o rapper Fat-Tone foi morto em 2005, por um dos melhores amigos de Dre, Mac Minister.

## Álbuns de estúdio
- 1992: What's Really going On
- 1993: Young Black Brotha
- 1998: Stupid doo Dumb
- 1999: Rapper Gone Bad
- 2000: Heart of a Gangsta, Mind of a Hustla, Tongue of a Pimp
- 2001: Mac Dre's the Name
- 2001: It's Not What You Say… It's How You Say It
- 2002: Thizzelle Washington
- 2003: Al Boo Boo
- 2004: Ronald Dregan: Dreganomics
- 2004: The Genie of the Lamp
- 2004: The Game Is Thick, Vol. 2
- 2007: Pill Clinton
- 2008: Dre Day: julho 5th 1970